# Gnamptonychia
Gnamptonychia é um gênero de traça pertencente à família Arctiidae.